# 아멜리아 윌 테슬라 세이룬
아멜리아 윌 테슬라 세이룬(Amelia Wil Tesla Saillune, アメリア・ウィル・テスラ・セイルーン)는 슬레이어즈의 히로인이다.

## 소개
- 성우:스즈키 마사미 / SBS판：지미애/투니버스판：이지영

세일룬 왕가의 제1왕위계승자 피리오넬의 차녀로, 아버지를 전혀 안 닮은 흑발의 미소녀. 그레이시아란 언니가 있지만 현재는 행방불명. 정의에 대한 열정이 부친 못지않게 강하여, 정의를 위해서라면 목숨을 바쳐서라도 힘차게 나아간다. 세일룬의 무녀이며, 아스트랄계의 정령마법이나 백마법을 주로 쓴다. 또 체술 실력도 뛰어나, 양주먹에 마력을 담아 순마족을 상대로 때려눕히는 씬도 있다. 악당을 보면 높은 곳에 올라가 포즈를 취하고 연설을 한 후 뛰어내리지만, 착지에 실패하는 경우가 적지 않다. 그러나 몸이 튼튼해서 착지에 실패해 다쳐도 곧바로 부활한다. 세일룬 왕족간의 대립으로 리나와 알게 되어 사건을 해결한 후 정체모를 악의 움직임이 리나와 연관있다고 보고 악을 쳐부수기 위해 리나와의 여행을 시작한다. 주로 제르가디스와 콤비를 짜는 경우가 많다.
원작에서는 리나에게 경칭을 생략하고 불러 관계가 대등하지만, 애니메이션판에서는 ‘씨(또는 언니)’로 변경되었다. 제2부에서는 젤가디스 그레이워즈와 같이 이름밖에 등장하지 않는다. 사실상 남녀 4명의 고정 파티인 경우, 젤가디스 그레이워즈와 동시에 파티를 빠진 적이 많아 팬들로부터 젤가디스 그레이워즈와 커플링이 맺어지기도 한다.